# كأس الاتحاد الإنجليزي 1951–52
كأس الاتحاد الإنجليزي 1951–52 (بالإنجليزية: 1951–52 FA Cup)‏ هو الموسم 71 من  كأس الاتحاد الإنجليزي. أقيم خلال الفترة 15 سبتمبر 1951 وحتى 3 مايو 1952، والذي يشرف على تنظيمه الاتحاد الإنجليزي لكرة القدم، وفاز فيه نيوكاسل يونايتد.